# Castillo de Torralba
El Castillo de Torralba se sitúa sobre una ligera elevación en le margen izquierdo del río Zapardiel. Para acceder a él hay que dirigirse a la calle Peligros en Cisla (provincia de Ávila), desde donde se toma un camino de tierra de dos kilómetros de distancia que nos conduce hasta una alquería agrícola abandonada que rodea los restos de una torre medieval. 
En el Catastro de la Ensenada (1751) ya aparece como despoblado. La Comisión Provincial de Monumentos en 1848 determina que es propiedad del Marqués de Saturnino, título que el rey Carlos II concede en 1688 Don Pedro Álvarez de Reynoso y Andrade, en referencia al municipio de San Saturnio (La Coruña).

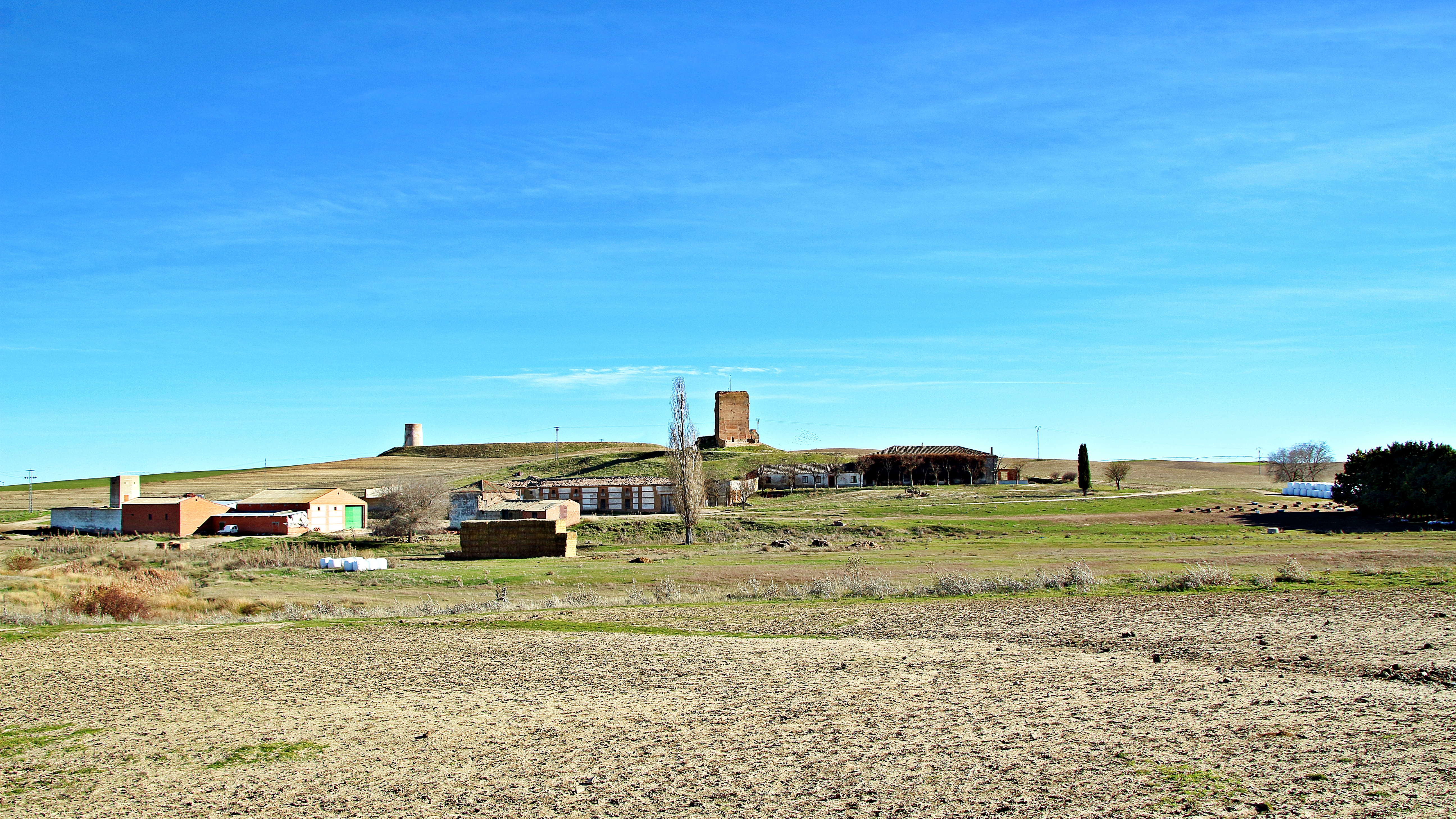
Panorámica de la alquería de Torralba

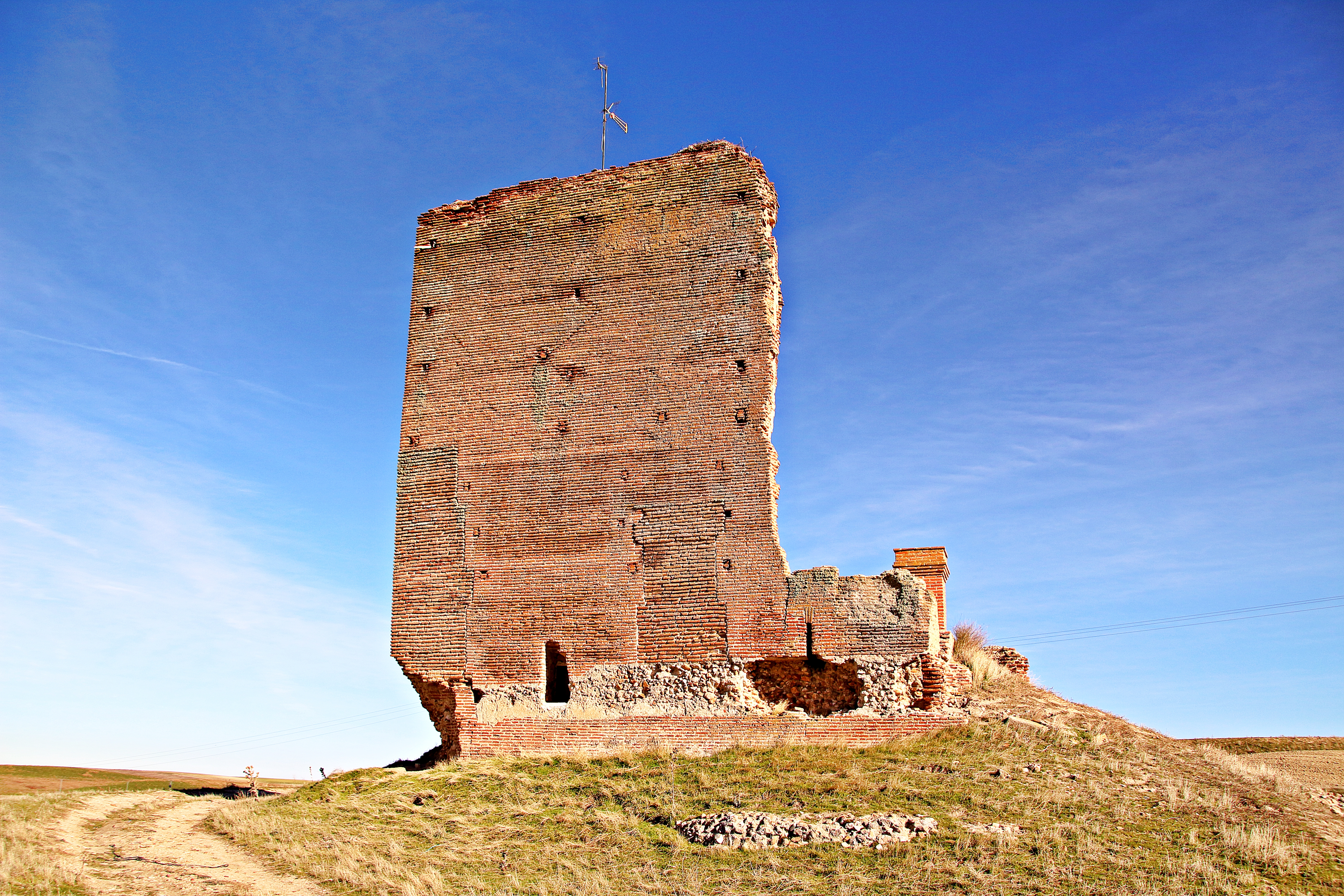
Restos de la torre del castillo de Torralba en Cisla